# 글렌 포드
글렌 포드(Glenn Ford, 1916년 5월 1일 ~ 2006년 8월 30일)는 캐나다의 배우, 장교이다.

## 영화
- 슬래셔 영화의 흥망성쇠 (2006년)
- Final Verdict (1991)
- 살인 추적 25시 (1991년)
- 카사블랑카 특급 (1988년)
- 해피 버스데이 투 미 (1981년)
- 부활의 날 (1980년)
- 데이브 오브 더 어쎄신 (1979년)
- 방문객 (1979년)
- 정당 방위 (1978년)
- 슈퍼맨 (1978년) - 조나단 켄트 역
- 미드웨이 (1976년)
- 해븐 위드 어 건 (1969년)
- 살인을 위한 시간 (1967년)
- 파리는 불타고 있는가? (1966년)
- 디어 하트 (1964년)
- 더 코트쉽 오브 에디스 파더 (1963년)
- 엑스페리먼트 인 테러 (1962년)
- 묵시록의 4기사 (1961년)
- 포켓에 가득찬 행복 (1961년)
- 시머론 (1960년)
- 카우보이 (1958년)
- 물 가까이 가지 마라 (1957년)
- 결단의 3시 10분 (1957년) - 웨이드 역
- 주발 (1956년)
- 랜섬 (1956년)
- 8월 달의 찻집 (1956년)
- 더 바이올런트 맨 (1955년)
- 심판 (1955년)
- 중단된 멜로디 (1955년)
- 아메리카노 (1955년)
- 폭력 교실 (1955년)
- 인간의 욕망 (1954년)
- 타임 밤 (1953년)
- 더 맨 프롬 더 알라모 (1953년)
- 빅 히트 (1953년)
- 온두라스의 약속 (1953년)
- 트리니다드 사건 (1952년)
- 더 닥터 앤 더 걸 (1949년)
- 카르멘의 사랑 (1948년)
- 스톨렌 라이프 (1946년)
- 길다 (1946년)
- 텍사스 (1941년)